# Dịch vụ kế toán
Dịch vụ kế toán được hiểu là hoạt động thực hiện nghiệp vụ kế toán dành cho tổ chức, doanh nghiệp. Dịch vụ kế toán sẽ giải quyết hết những công việc liên quan đến quyết toán, in và bàn giao sổ, báo cáo tài chính, lập sổ sách, báo cáo thuế... một cách chính xác và đúng luật.
Tại Việt nam, hoạt động này xuất hiện nhiều mà các đối tượng cung cấp dịch vụ là những đối tượng phải được có sự đồng ý của cơ quan quản lý Nhà nước mới được phép thực hiện.
Quá trình thực hiện dịch vụ kế toán (còn gọi là làm kế toán thuê) bao gồm nhiều bước gồm: 
- Tư vấn các vấn đề liên quan đến kế toán, thuế khi có văn bản pháp luật mới ban hành;
- Đăng ký thuế cho doanh nghiệp;
- Tổ chức quá trình ghi chép kế toán cho doanh nghiệp;
- Báo cáo theo quy định của các Luật Thuế (Thuế giá trị gia tăng, thuế thu nhập doanh nghiệp, thuế thu nhập cá nhân, và những loại thuế khác nếu doanh nghiệp có hoạt động liên quan đến sắc thuế đó);
- Thực hiện các nghĩa vụ liên quan đến bảo hiểm xã hội bắt buộc, đăng ký lao động bắt buộc. Luật lao động, luật bảo hiểm xã hội đã quy định rõ và yêu cầu các doanh nghiệp có nghĩa vụ báo cáo và trích nộp các Quỹ. Bao gồm Quỹ Bảo hiểm xã hội, Quỹ bảo hiểm y tế, Quỹ bảo hiểm thất nghiệp.
- Tuân thủ chế độ báo cáo sổ sách kế toán theo quy định.
- Thay mặt đại diện pháp luật của doanh nghiệp giải trình về những số liệu đã thực hiện, bao gồm: các số liệu trên các loại báo cáo thuế; số liệu trên bộ Báo Cáo Tài chính đã nộp cho cơ quan thuế

Dịch vụ kế toán là một loại hình dịch vụ vừa là pháp lý và vừa là tác nghiệp kỹ thuật. Nó đòi hỏi tuân thủ những yếu tố kỹ thuật (báo cáo lập như thế nào, tính toán như thế nào) và yếu tố pháp lý (phải làm ra những báo cáo đó dựa trên các cơ sở pháp lý nào). Kết hợp với việc dịch vụ là một bên thứ ba, thế nên quá trình này khá phức tạp, vì làm thế nào để hài lòng khách hàng đồng thời không vi phạm những tiêu chuẩn dịch vụ vốn đang dựa trên những cơ sở pháp lý và tiêu chuẩn kỹ thuật nhất định! Để thực hiện dịch vụ kế toán (hay dịch vụ thuế cũng vậy), người làm dịch vụ phải có "Chứng chỉ hành nghề Kế toán" hay "Chứng chỉ hành nghề dịch vụ làm thủ tục về thuế". Người có Chứng chỉ Hành nghề Thuế được làm dịch vụ khai thuế và Đại lý Thuế nhưng không được quyền làm hành nghề kế toán, người có Chứng chỉ hành nghề Kế toán thì được làm dịch vụ kế toán và dịch vụ khai thuế chứ không được làm Đại lý thuế.
Quy định về điều kiện hành nghề dịch vụ kế toán
a) Có đăng ký kinh doanh dịch vụ kế toán;
b) Có ít nhất 2 người có Chứng chỉ kiểm toán viên/chứng chỉ hành nghề kế toán do Bộ Tài chính cấp, trong đó Giám đốc doanh nghiệp phải là người có Chứng chỉ hành nghề kế toán hoặc Chứng chỉ kiểm toán viên từ 2 năm trở lên.
Các dịch vụ kế toán được thực hiện
1. Làm kế toán;
2. Làm kế toán trưởng;
3. Thiết lập cụ thể hệ thống kế toán cho đơn vị kế toán;
4. Cung cấp và tư vấn áp dụng công nghệ thông tin về kế toán;
5. Bồi dưỡng nghiệp vụ kế toán, cập nhật kiến thức kế toán;
6. Tư vấn tài chính;
7. Kê khai thuế;
8. Các dịch vụ khác về kế toán theo quy định của pháp luật.